# Đam mê tốc độ (phim)
Đam mê tốc độ (tiếng Anh: Need for Speed) là một bộ phim hành động của Mỹ 2014 do Scott Waugh đạo diễn, George Gatins và John Gatins viết kịch bản và sản xuất bởi DreamWorks và Reliance Entertainment. Dựa trên loạt video game cùng tên của Electronic Arts, phim có diễn viên Aaron Paul thủ vai Tobey Marshall, một tay đua đường phố tham gia một cuộc đua dọc đất nước nhằm trả thù cho cái chết cho người em trai của người yêu cũ do kình địch (Dominic Cooper) gây ra. Phim được công chiếu bởi Touchstone Pictures ngày 14 tháng 3 năm 2014 (cùng ngày khởi chiếu ở Việt Nam) dưới dạng 3D, IMAX và định dạng thông thường.